# Hydrophorus antarcticus
Hydrophorus antarcticus är en tvåvingeart som beskrevs av Ignaz Rudolph Schiner 1868. Hydrophorus antarcticus ingår i släktet Hydrophorus och familjen styltflugor. Inga underarter finns listade i Catalogue of Life.